# Almudena Blasco Vallés
Almudena Blasco Vallés (Madrid, 1975) és una historiadora, medievalista, professora universitària, crítica d'art i comissària d'exposicions espanyola.
Exerceix de professora a l'Escola Politècnica de París, i també és professora d'Història Medieval al Departament de Ciències de l'Antiguitat i de l'edat mitjana de la Universitat Autònoma de Barcelona, on va dirigir durant anys la revista Medievalia. Doctora en Història Medieval, realitzà la tesi sobre Gastó IV de Bearn (1090-1131), vescomte de Bearn, analitzant el personatge i la seva dona, Talesa d'Aragó, així com les circumstàncies sociopolítiques i culturals del moment. Ha fet estudis sobre la dinastia Biarn i la seva relació amb els reis d'Aragó, amb un especial interès sobre les transferències ideològiques i tècniques en la conquesta de la vall de l'Ebre durant els primers decennis del segle xii. Els seus estudis estan vinculats amb l'evolució de les famílies nobles a Occitània durant els segles xiii i xiv, amb especial atenció en la seva implicació en el conflicte càtar. Part dels seus estudis d'Antropologia i Història han tingut lloc com a és investigadora associada a l'EHESS de París, on treballa en la recerca de la figura de Pèire de Marca, i a l'Institut d'Història del Centre de Ciències Humanes i Socials del Consell Superior d'Investigacions Científiques (CSIC). La seva recerca se centra també en la història cultural i l'estudi de la significació de la cultura material, la cultura visual i la seva representació social en el vessant de l'antropologia històrica. Paral·lelament a la seva activitat científica, destaca també la seva activitat com a comissària d'exposicions i assessora del Museu Nacional d'Art de Catalunya (MNAC) i en altres museus internacionals i fundacions que compagina amb la seva tasca de crítica d'art al suplement Cultural de La Vanguardia.